# Neindorf (Denkte)
Neindorf ist ein Ortsteil der Gemeinde Denkte im Landkreis Wolfenbüttel in Niedersachsen mit 316 Einwohnern (Stand: 30. September 2024).

## Geografie
Die Ortschaft liegt zwischen Oderwald und Asse am Westhang des unter Landschaftsschutz stehenden und 156 m ü. NHN hohen Ösels auf einer Höhe zwischen 77 m ü. NHN und 90 m ü. NHN bei durchschnittlich Höhe von 83 m ü. NHN. Westlich von Neindorf fließt die Oker, die Altenau bildet den Nordrand der Gemarkung.

### Nachbarorte
| Wolfenbüttel Linden (Wolfenbüttel) Halchter | Klein Denkte                                | Groß Denkte     |
|                                             | Kompassrose, die auf Nachbargemeinden zeigt | Wittmar Sottmar |
| Ohrum Hedwigsburg                           | Kissenbrück Dorstadt                        | Groß Biewende   |

## Geschichte

### Frühgeschichte und Namensgebung
Neindorf wurde erstmals in einer Urkunde im Jahre 822 als Nienthorp erwähnt. Das Nein- wird dabei mit altsächsisch niuwi, mittelniederdeutsch nie, nige, nigge „neu“ in Bezug gesetzt; wobei es im Gegensatz zu anderen Regionen Norddeutschlands (siehe Nienburg (Weser) etc.) zur neuhochdeutschen Diphthongierung zu -ai- gekommen ist. Damit lässt sich der Name als „Neudorf“ übersetzen, als Bezugspunkt/„altes Dorf“ wird hier das ältere Kissenbrück angesehen.
Folgende Namensformen können unter anderem beobachtet werden:
- 822/826: Nienthorpe
- 1281: Nendorpe
- 1383: Neyndorpe achter dem Oysele
- 1441: Nigendorffe under dem Ozele
- 1445: Neendorpe vor dem Osele
- 1497: Nendorp under dem Osele
- 1544: Neindorff
- 1802: Neindorf

Im Landkreis Wolfenbüttel befinden sich neben Neindorf (Denkte) auch die Wüstungen Neindorf (Schöppenstedt) und Krautneindorf bei Remlingen.

### Rittergut
Das Rittergut entstand aus einem Wirtschaftshof, der schon im 9. Jahrhundert als Besitz der Benediktinerabtei Corvey erwähnt wurde, dann als Ausstattung an das Stift Gandersheim kam, das um die Mitte des 14. Jahrhunderts Busso von der Asseburg mit den Ländereien belehnte. Zum Junkersdorf, das von der Asseburg aus verwaltet wurde, gehörten Vogtei und Halsgericht, 14 Hufen, 13 Höfe und das Kirchenpatronat. 1605 erwarb das Gut der Berghauptmann Georg Engelhard von Löhneysen, der auch in Remlingen einen Edelhof besaß. Sein Nachfahre Georg Engelhard (III.) von Löhneysen erbaute zwischen 1745 und 1751 das Herrenhaus. 1904 verkaufte Fritz von Löhneysen das Gut an Hermann Schneider, der den Gutshof weitgehend umgestaltete. Mitte der 1920er Jahre kam das Gut an die Stadt Wolfenbüttel, die es an Familie Wagner verpachtete. Klaus Wagner erwarb das Gut 1974. Er begründete eine Zucht und Haltung von Pensionspferden.

### Neuzeit
Am 1. März 1974 wurde Neindorf in die Gemeinde Denkte eingegliedert.

### Einwohnerentwicklung
| Denkte-Neindorf – Bevölkerungsentwicklung seit 2008 | Denkte-Neindorf – Bevölkerungsentwicklung seit 2008 | Denkte-Neindorf – Bevölkerungsentwicklung seit 2008 | Denkte-Neindorf – Bevölkerungsentwicklung seit 2008 | Denkte-Neindorf – Bevölkerungsentwicklung seit 2008 |
| Entwicklung | Jahr                                                | Einwohner                                           | Bemerkungen                                         |                                                     |
| --- | --------------------------------------------------- | --------------------------------------------------- | --------------------------------------------------- | --------------------------------------------------- |
| Die zur Anzeige dieser Grafik verwendete Erweiterung wurde dauerhaft deaktiviert. Wir arbeiten aktuell daran, diese und weitere betroffene Grafiken auf ein neues Format umzustellen. (Mehr dazu) | 2008                                                | 336                                                 | zum 01.11.                                          |                                                     |
| Die zur Anzeige dieser Grafik verwendete Erweiterung wurde dauerhaft deaktiviert. Wir arbeiten aktuell daran, diese und weitere betroffene Grafiken auf ein neues Format umzustellen. (Mehr dazu) | 2014                                                | 309                                                 | zum 01.08.                                          |                                                     |
| Die zur Anzeige dieser Grafik verwendete Erweiterung wurde dauerhaft deaktiviert. Wir arbeiten aktuell daran, diese und weitere betroffene Grafiken auf ein neues Format umzustellen. (Mehr dazu) | 2016                                                | 321                                                 | zum 01.12.                                          |                                                     |
| Die zur Anzeige dieser Grafik verwendete Erweiterung wurde dauerhaft deaktiviert. Wir arbeiten aktuell daran, diese und weitere betroffene Grafiken auf ein neues Format umzustellen. (Mehr dazu) | 2018                                                | 320                                                 | zum 01.03.                                          |                                                     |
| Die zur Anzeige dieser Grafik verwendete Erweiterung wurde dauerhaft deaktiviert. Wir arbeiten aktuell daran, diese und weitere betroffene Grafiken auf ein neues Format umzustellen. (Mehr dazu) | 2023                                                | 327                                                 | zum 01.01.                                          |                                                     |
| Quelle: |                                                     |                                                     |                                                     |                                                     |

## Wirtschaft und Verkehr
Die Wirtschaft wurde über Jahrhunderte durch die Steinbrüche im Ösel und im ausgehenden 19. Jahrhundert bis 1921 durch den Salzbergbau im Kalibergwerk Hedwigsburg bestimmt, die einen großen Arbeitskräftebedarf hatten.
Heute ist Neindorf ein landwirtschaftlich geprägtes Dorf, das sich in der Peripherie der etwa fünf Kilometer Luftlinie entfernten Kreisstadt Wolfenbüttel befindet. Die K 620, als Lindener Straße bezeichnet, verbindet Neindorf unmittelbar mit Wolfenbüttel (Stadtteil Linden) und wird dort in Teilen als Neindorfer Straße bezeichnet. Die K 31 (ebenfalls Lindener Straße) verbindet im Süden Sottmar aus Osten mit Neindorf und führt weiter nach Ohrum und Kissenbrück im Südwesten. Der Ort verfügt zudem über eine Bushaltestelle im Ortskern, die den Ort an den ÖPNV nach Börßum, Seinstedt und Wolfenbüttel anbindet.